# St. Peter (Vohburg an der Donau)

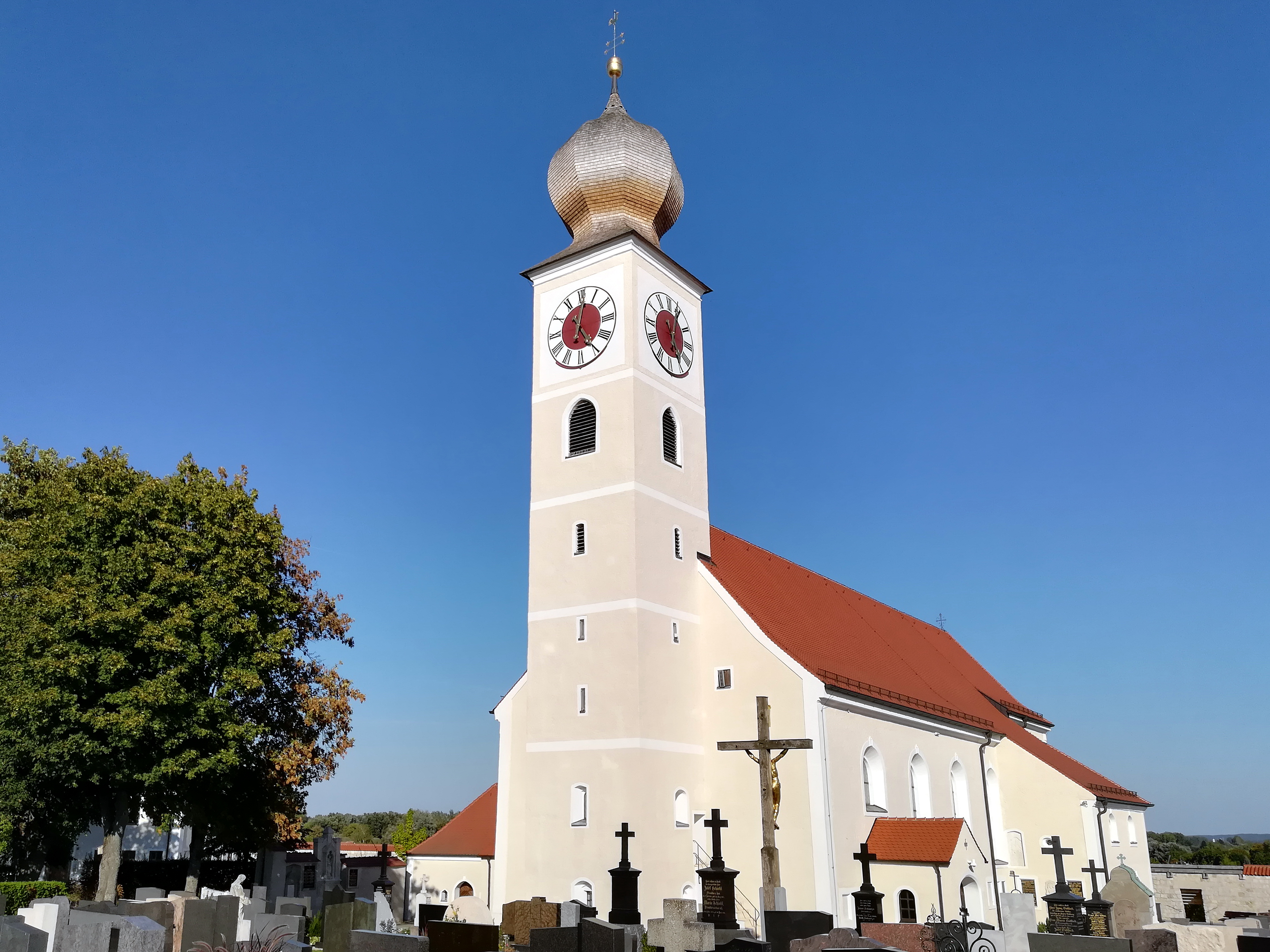
St. Peter in Vohburg an der Donau

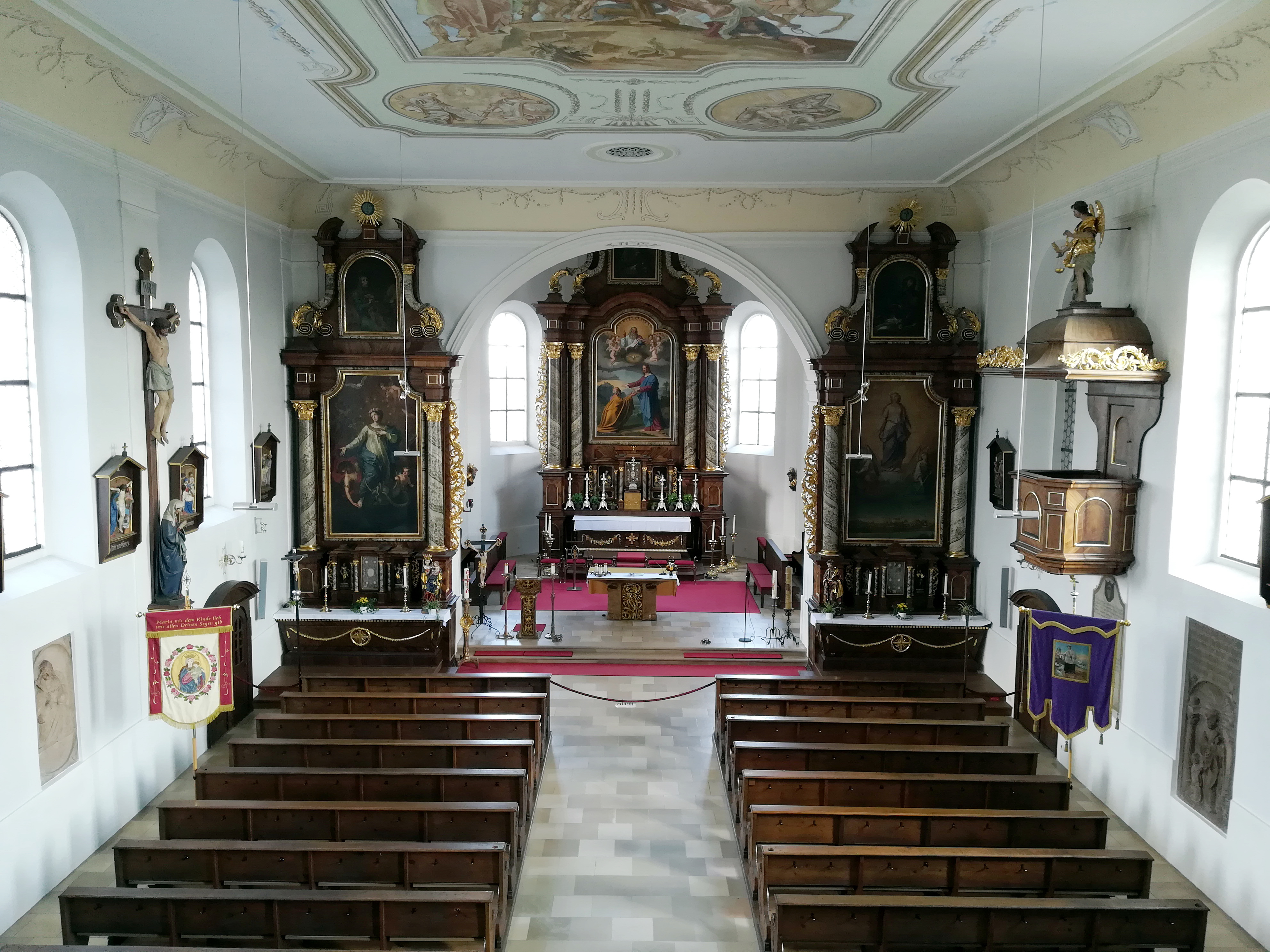
Innenraum

Die römisch-katholische Stadtpfarrkirche St. Peter steht in Vohburg an der Donau, einer Stadt im oberbayerischen Landkreis Pfaffenhofen an der Ilm. Sie ist in der Liste der Baudenkmäler in Vohburg an der Donau unter der Nummer D-1-86-158-7 eingetragen. Die Pfarrei gehört zum Dekanat Geisenfeld-Pförring im Bistum Regensburg.

## Beschreibung
Die barocke Saalkirche wurde 1697/98 unter Einbeziehung des 1641 beschädigten Vorgängerbaus aus dem 13. und 14. Jahrhundert  weitgehend neu errichtet. Sie besteht aus dem Langhaus, dem eingezogenen, dreiseitig geschlossenen Chor im Osten und dem Kirchturm auf quadratischem Grundriss vor der Fassade im Westen. Am obersten Geschoss des 28 Meter hohen Turms sind die Zifferblätter der Turmuhr angebracht. Im Geschoss darunter steht der Glockenstuhl mit vier Glocken, die im Idealquartett c′ – es′ – f′ – as′ erklingen. Die Zwiebelhaube wurde ihm 1717 aufgesetzt. Das Langhaus ist mit einer Flachdecke mit Hohlkehle überspannt. 
Das 1824 im Nazarenerstil gemalte Gemälde im Retabel des Hochaltars ist ein Werk von August von Seinsheim. Es zeigt Jesu Schlüsselübergabe an Petrus, entsprechend dem Bibelwort „Ich werde dir die Schlüssel des Himmelreichs geben; was du auf Erden binden wirst, das wird im Himmel gebunden sein, und was du auf Erden lösen wirst, das wird im Himmel gelöst sein.“ (Mt 16,19 ). Über Petrus und Jesus schwebt die Taube als Symbol des Heiligen Geistes und oben ist Gottvater dargestellt, begleitet von vielen kleinen Engeln.